# ポケットミュージカルス
ポケットミュージカルスは、吉本興業の劇場（うめだ花月・なんば花月・京都花月）で行われていた音楽とコントの公演である。

## 概要
1960年に創設、ポケットミュージカルスの名称は「ポケットに入るような小さなミュージカル」が由来で八田竹男が命名。
主に吉本の専属歌手・若手芸人・新喜劇の若手座員が出演した。
一時期、京橋花月で復活。
2012年4月8日、『吉本興業創業100周年特別公演初日「伝説の一日」』（なんばグランド花月）でポケットミュージカルの復活イベントがあり、ダウンタウンなどが出演した
2022年にはルミネtheよしもとで復活イベントを行う。